# Influenzavirus A
Influenzavirus A o Alphainfluenzavirus es un género de virus de la familia Orthomyxoviridae. Cuando se produce un cambio antígeno es causante de la gripe episódica en humanos y que se produce en ciclos de entre 10 y 15 años. En los humanos se desarrolla generalmente una gripe más virulenta que la producida por las variaciones antigénicas menores, que también ocurren en el Influenza B (en ocasiones ocurren simultáneamente) y condicionan las gripes estacionales, que suceden casi todos los años.
Incluye solo a una especie, el virus Influenza A, que es causante de gripe en aves así como también en mamíferos. Se supone que el huésped natural son las aves, pero puede infectar a varias especies de mamíferos, incluyendo a los humanos y porcinos. Todos los subtipos conocidos son endémicos en pájaros, la mayoría de los subtipos no causan endemias fuera de las aves, por lo que, básicamente, se la considera una gripe de aves. Sin embargo, tras los contagios que han ocurrido de aves a humanos en los últimos años, sobre todo en países asiáticos, se realiza una estrecha vigilancia sobre los brotes de cepas más virulentas en las aves, el reservorio natural típico de este virus.

## Generalidades
La Influenza ataca preferentemente el tracto respiratorio alto, la nariz y garganta,  bronquios y raramente también los pulmones. La infección usualmente dura una semana. Es caracterizada por un inicio súbito de fiebre alta, dolores musculares, dolor de cabeza, malestar general fuerte, tos no productiva, dolor de garganta y secreción nasal. La mayoría de las personas se recupera en una o dos semanas sin requerir tratamiento alguno. En los extremos de la vida (bebés y ancianos) así como en personas que padecen enfermedades previas como: enfermedades respiratorias crónicas, diabetes mellitus, cáncer, enfermedades renales o cardiológicas, la Influenza se constituye en un serio riesgo para la vida. En estas personas la infección puede desarrollar complicaciones graves, empeorar las enfermedades de fondo llegando inclusive a la neumonía y la muerte.
La Influenza aparece rápidamente alrededor del mundo en epidemias estacionales, generando impacto económico en las poblaciones afectadas por los gastos que origina por concepto de atenciones, medicamentos, hospitalización y manejo de las complicaciones, así como por la pérdida de la capacidad laboral de las personas afectadas.
En las epidemias anuales de Influenza 5-15 % de la población es afectada con infecciones de tracto respiratorio superior. La hospitalización y muerte podrían ocurrir en grupos de elevado riesgo (ancianos y personas que padecen enfermedades crónicas). Se calcula como resultado de las epidemias anuales entre tres y cinco millones de casos más serios de la enfermedad, así como entre 250 000 y 500 000 muertes cada año alrededor del mundo.

## Etiología
El virus de la influenza tipo A, está conformado de dos glicoproteínas, que se encuentran en su envoltura viral (hemaglutinina (HA) y la neuraminidasa (NA). Su principal función es la capacidad infectiva del virus, siendo la hemaglutinina el accionador de un ligando de unión, al reconocer y unirse a receptores específicos presentes en la superficie de las células epiteliales del tracto respiratorio, permitiendo así la adhesión y penetración del virus en las células huésped, facilitando a la neuraminidasa la liberación de las nuevas partículas virales del interior de las células infectadas, al hidrolizar los enlaces de ácido siálico que conectan al virus con la superficie celular, lo que permite la propagación del virus en el organismo, activando la transmisión a otros individuos.

## Estructura
La estructura física de todos los subtipos de virus influenza A es similar. Los viriones envueltos pueden ser de forma esférica o filamentosa. En las muestras clínicas, las cuales han sobrellevado un limitado movimiento entre tejidos o huevos de cultivo, tienden a ser partículas más filamentosas que esféricas, mientras que las cepas pasadas por el laboratorio son viriones generalmente esféricos.

## Genética
El genoma del Virus influenza A está contenido en ocho cadenas simples (no apareadas) que codifican diez proteínas: HA, NA, NP, M1, M2, NS1, NS2, PA, PB1 y PB2. La naturaleza segmentada del genoma permite el intercambio del repertorio genético entero entre las diferentes cepas virales durante la cohabitación celular, por eso se las denomina recombinantes. Los ocho segmentos o cadenas de ARN son:
- HA: codifica una hemaglutinina (se requieren unas 500 moléculas para formar un virión). La seriedad de la infección en un organismo está determinado por HA. Los virus de influenza se desprenden de la superficie apical de células epiteliales (por ej.: las células bronquiales) a la luz del túbulo pulmonar, por lo que tiene tropismo pulmonar. La razón es que HA se adhiere a una enzima (triptasa), el cual está restringido al epitelio pulmonar. Sin embargo, los subtipos de HA, llamados H5 y H7, permiten adherirse a otras enzimas que les da acceso a otros órganos además del pulmón.[7]
- NA: codifica una neuraminidasa (se necesitan unas 100 moléculas para formar un virión).
- NP: codifica una nucleoproteína.
- M: codifica dos proteínas matriciales: la M1 y la M2. Unas 3000 proteínas M son usadas para formar un virión.
- NS: codifica dos proteínas no-estructurales: NS1 y NS2 o NEP.
- PA: codifica una ARN polimerasa.
- PB1: codifica una ARN polimerasa, la proteína PB1-F2 induce apoptosis en la célula hospedadora.
- PB2: codifica otra ARN polimerasa.

## Patogenia
Existe una animación sobre la replicación del virus dentro de las células en el Observatorio para la Salud de la Universidad de Guadalajara. 

## Historial de epidemias o pandemias por Influenza A
Las pandemias por este género de virus se han producido con una periodicidad aproximada de diez-quince años desde la que se produjo en 1918. Son más graves y extensos debido a la tendencia de los antígenos hemaglutinina y neuraminidasa a tener una variación antigénica periódica. Cuando se produce en la Influenza A una desviación antigénica menor, que también se da en los Influenza B y en mucha menor medida en los Influenza C, se producen las epidemias estacionales. Estas epidemias comienzan de forma brusca, alcanzan su máximo en dos o tres semanas y ceden también en unos meses. Suelen ocurrir en los meses de invierno en ambos hemisferios, siendo muy raro encontrar un virus influenza A fuera de las epidemias. Se desconoce si estos virus en las épocas interepidémicas se mantienen en reservorios animales o si el reservorio es humano con transmisión interepidémica de bajo nivel por transmisión persona-persona. En la época contemporánea los transportes rápidos contribuyen a la expansión geográfica del virus. La tasa de personas con enfermedad son muy variables, pero de forma general oscilan entre 10 y 20 % de la población general.
Las cepas H1N1 que han circulado en los últimos años se considera que han sido menos virulentas intrínsecamente, causando una enfermedad menos grave, incluso en sujetos sin inmunidad al virus, por lo que existen otros factores no precisados en la epidemiología de la gripe.
Seguidamente se describen las pandemias, epidemias o brotes conocidos de gripe por virus influenza A tras un cambio antigénico con aparición de subtipos antigénicos:
- 1889-90 producida por subtipo H2N8 según estudio serológico retrospectivo de personas que vivieron en esos años. Fue una pandemia intensa.
- 1900-03, por el H3N8, se duda que produjera una epidemia moderada. Determinada también por serología retrospectiva.[9]
- 1918-19 por el H1N1 que produjo una pandemia intensa.[9] Denominada Gripe española y considerada la más mortífera, con en torno a 40 millones de fallecidos. Se detectó por primera vez en Fort Riley, Kansas (Estados Unidos) en marzo de 1918. Fue de origen aviar.
- 1933-35 por H1N1, epidemia ligera.[9] En 1933 se aisló por primera vez el Influenza A.[10]
- 1946-47 por H1N1, epidemia ligera.[9]
- 1957-58 por H2N2, que produjo una pandemia intensa.[9] Es denominada Gripe asiática, detectado inicialmente en Pekín. También de origen aviar.
- 1968-69 por H3N2, que dio una pandemia moderada.[9] Es denominada como Gripe de Hong Kong. De origen aviar.
- 1976 episodio de brote de gripe porcina H1N1 en Estados Unidos en una población hacinada, en un campamento militar, que no se diseminó.[9]
- 1977-78 por H1N1, que produjo una pandemia ligera.[9] Denominada Gripe rusa.
- 1997 por H5N1, la Gripe aviaria aparecida en Hong Kong  produjo casos esporádicos en humanos en ese año y otros en los años 2000 sin llegar a extenderse, que llevó en el 2006 a que la Organización Mundial de la Salud (OMS) mantuviera un nivel de alerta tres en el riesgo de pandemia hasta el 2009.
- 2009 iniciada en marzo, por cepa H1N1, la Gripe A (H1N1) siendo declarada como pandemia por la OMS en junio, finalizando el 10 de agosto de 2010 dejando 19 000 víctimas. Este hecho ha levantado polémica entre algunos sectores por lo precipitado de la decisión.[11] Su nombre inicial fue Gripe porcina, aunque pronto la Organización Mundial de la Salud Animal propuso llamarla Gripe Norteamericana,[12] dado su origen geográfico y la Unión Europea por el coyuntural Nueva gripe.[13]

## Amenaza para los pueblos indígenas
Los pueblos indígenas son especialmente vulnerables a la gripe A. Si viven aislados o no contactados carecen de inmunidad contra esta enfermedad. En este caso cualquier contacto puede ser mortal para ellos.
Los pueblos indígenas contactados también se ven muy afectados por la gripe A, porque muchas veces viven en situaciones de pobreza con graves problemas de salud por falta de asistencia sanitaria. Por eso una pandemia puede tener consecuencias devastadoras para ellos.

## Prevención, influenza y vacunas
La vacunación es la medida principal para prevenir la Influenza y reducir el impacto de las epidemias. Varios tipos de vacunas de Influenza han sido utilizados durante más de 60 años. Son seguras y efectivas en la prevención de brotes de Influenza.
Es recomendable que las personas mayores y aquellas a quiénes se les considere de “alto riesgo”  sean vacunadas. La vacunación en el adulto mayor ha contribuido a reducir la morbilidad relacionada con Influenza en 60 % y la mortalidad en 70-80 %. Inclusive en adultos saludables la vacuna ha demostrado ser muy efectiva (70-90 %) en términos de reducción de la morbilidad, demostrando ser una estrategia coste efectiva. En este grupo etario. La efectividad de la vacuna dependerá  primariamente de la edad y del estado inmunológico de la persona vacunada, así como del grado de similitud entre los virus circulantes y los de la vacuna. En consecuencia la vacunación puede reducir los gastos de salud generados por la enfermedad y la pérdida de productividad asociada a Influenza.
Los cambios genéticos continuos en los virus Influenza determinan que la composición vírica de la vacuna deba ser ajustada anualmente, para incluir aquellos de más reciente circulación como: Influenza A(H3N2), A(H1N1) e Influenza B.

## Tratamiento y profilaxis: agentes antivirales
Para la mayoría de las personas la influenza es una enfermedad del tracto respiratorio superior que dura varios días y que sólo requiere tratamiento sintomático. En pocos días el virus es eliminado del cuerpo. Los antibióticos, tales como la penicilina, están diseñados para destruir bacterias y no pueden atacar a los virus. Por tanto los antibióticos no juegan un rol en el tratamiento de la influenza, aunque ellos se usan para tratar complicaciones.
Las drogas antivirales para la influenza son importantes coadyuvantes de la vacunación para el tratamiento y prevención de la influenza. Sin embargo, no son substitutos de la vacunación. Durante muchos años, cuatro drogas antivirales que actúan previniendo la replicación del virus han sido utilizadas. Estas difieren en términos farmacocinéticos, efectos colaterales, vías de administración, grupos de edad objetivo, dosis y costes.
Los antivirales deberían usarse en aquellos pacientes con alguna condición de inmunosupresión. Cuando se toman antes de la infección o durante los estadios tempranos de la enfermedad (dentro de los dos primeros), los antivirales pueden ayudar a prevenirla y si la enfermedad ya se ha iniciado su administración temprana puede reducir la duración de los síntomas de uno a dos días.
Durante muchos años, la amantadina y la rimantadina fueron las únicas drogas antivirales. Sin embargo, pese a su relativo moderado coste, estas drogas son efectivas sólo contra la influenza tipo A y pueden estar asociadas con efectos adversos graves (incluidos delirios y ataques que ocurren mayormente en personas ancianas o con dosis altas). Cuando son usadas para profilaxis de pandemias de influenza a bajas dosis, tales eventos adversos son poco probables. En consecuencia el virus tiende a desarrollar resistencia a estas drogas.
Una nueva clase de antivirales ha sido desarrollada: inhibidores de Neuraminidasa.  Drogas tales como Zanamivir, y Oseltamivir tienen pocos efectos adversos (aunque el zanamivir puede exacerbar el asma u otras enfermedades crónicas) y el virus infrecuentemente desarrolla resistencia. Sin embargo, estas drogas son caras y no disponibles para su uso en muchos países.
En casos de influenza grave, la admisión hospitalaria a la unidad de cuidados intensivos, la antibióticoterapia para la prevención de infecciones secundarias y el soporte respiratorio pueden ser requeridos.